# Torano (Borgorose)
Torano (Turanu in dialetto locale) è una frazione di circa 700 abitanti del comune di Borgorose, in provincia di Rieti, nel Lazio, al confine tra il Cicolano e la Marsica; è situata a 725 m s.l.m., ai piedi delle Montagne della Duchessa e del monte Velino.

## Geografia
Torano è ben visibile dall'autostrada A24 e A25. La località è divisa geograficamente in due parti, dette "la Piazza" e "la Villa", separate dal colle sul quale è posta la torre, dove sorgeva il paese vecchio distrutto dal terremoto del 1915.

## Storia
Il nome Torano deriva da Massa Torana, un grande fondo agricolo di origine altomedioevale che prende il nome dall'antica città di Thora, forse corrispondente alla contemporanea frazione di Sant'Anatolia, in cui avvenne nel III secolo il martirio dei santi Anatolia e Audace.
Appartenente al territorio controllato dai conti di Albe e di Celano, fu successivamente oggetto di controversie tra le famiglie Savelli e Orsini che se ne contendevano il possesso. Nel giugno del 1381 vi si tenne la battaglia che prese il nome dalla località, combattuta tra gli Aquilani, guidati dai Camponeschi, e i Pretatti, che venne vinta dai primi solo grazie agli aiuti dati dalle milizie degli Orsini. Successivamente venne in possesso dei conti Colonna, poi duchi di Tagliacozzo, fino al 1520 quando, in retrocessione di parte del castello di Riofreddo, venne concessa da Fabrizio Colonna ai Caffarelli di Roma che in seguito ne cedettero alcune quote alla famiglia Rota.
Il terremoto della Marsica del 1915 rase pressoché al suolo il paese; il vecchio centro abitato, situato sul colle dove sorge la torre, dovette essere abbandonato e ricostruito più a valle.

## Monumenti e luoghi d'interesse
All'interno del territorio di Torano si trova la torre del XIV secolo, simbolo del borgo e unica superstite (insieme a parte della cinta muraria) del vecchio paese.
Altri monumenti siti in Torano sono le chiese di San Martino, di San Pietro e di San Sebastiano, sconsacrata. La chiesa presenta un portale datato 1462, firmato da Tommaso da Biasca, e all’interno conserva due statue del Trecento e Quattrocento. Recenti scavi hanno riportato alla luce mura di età preromanica.

## Galleria d'immagini

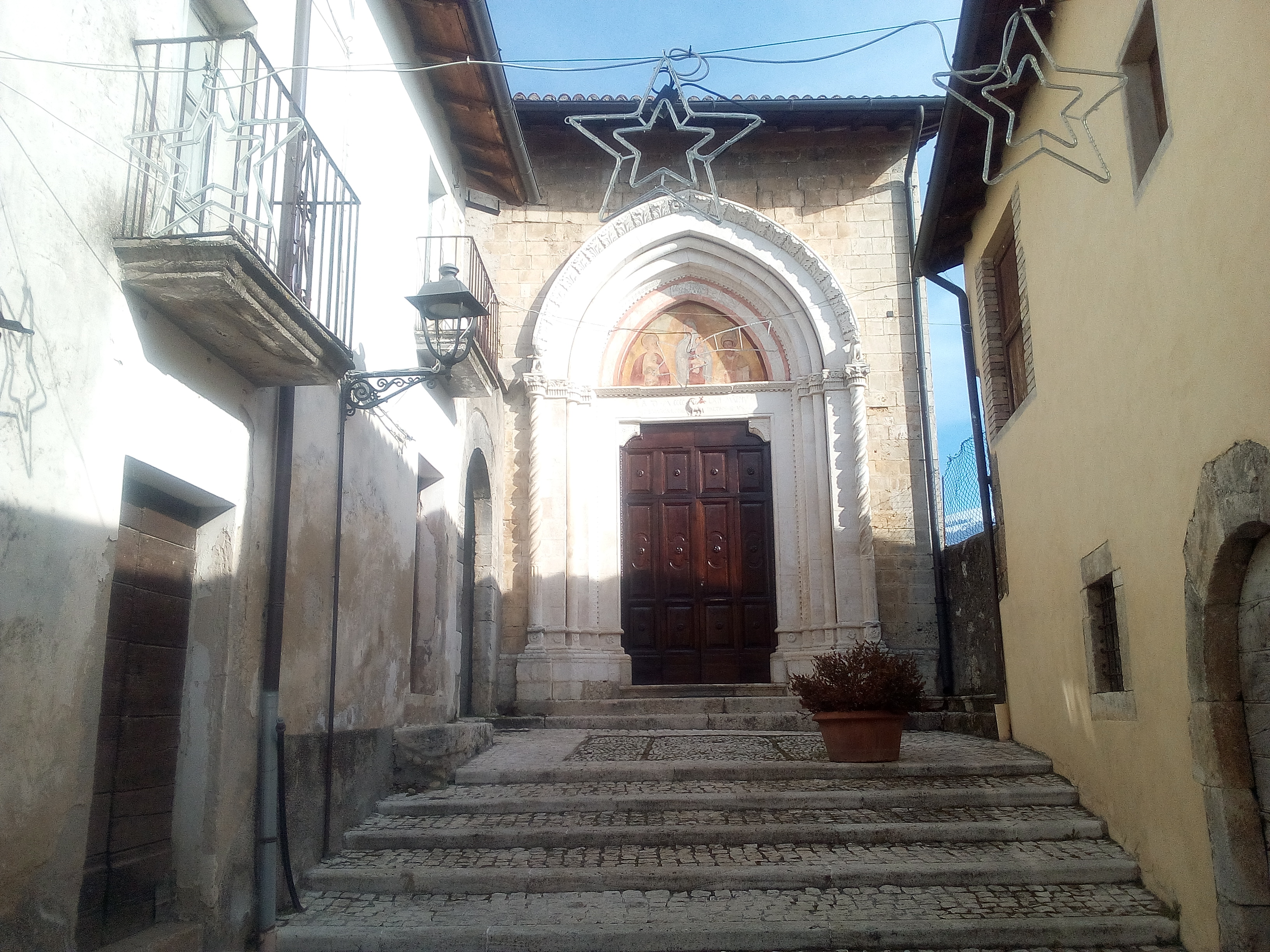
La chiesa di San Pietro
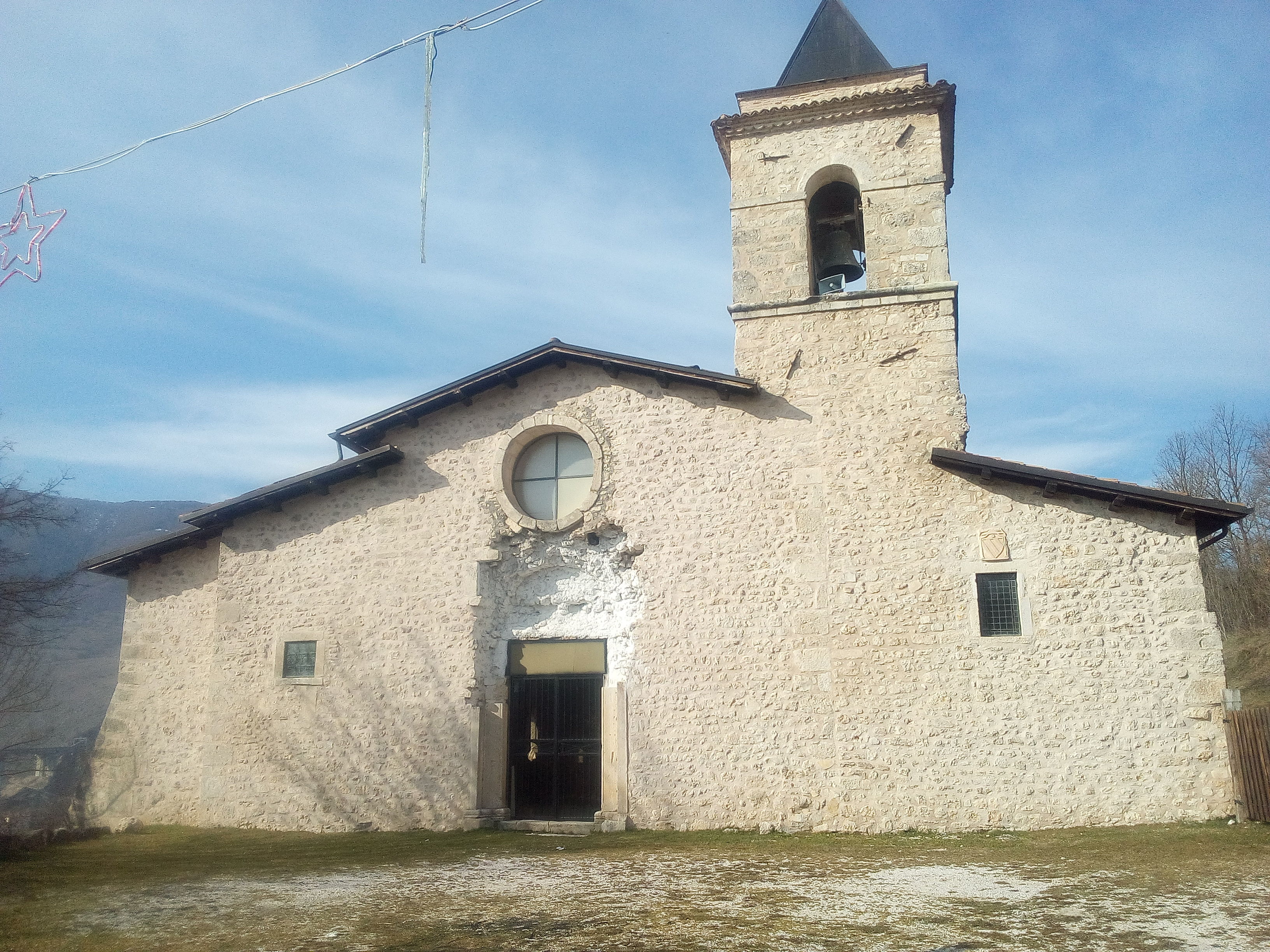
La chiesa di San Martino
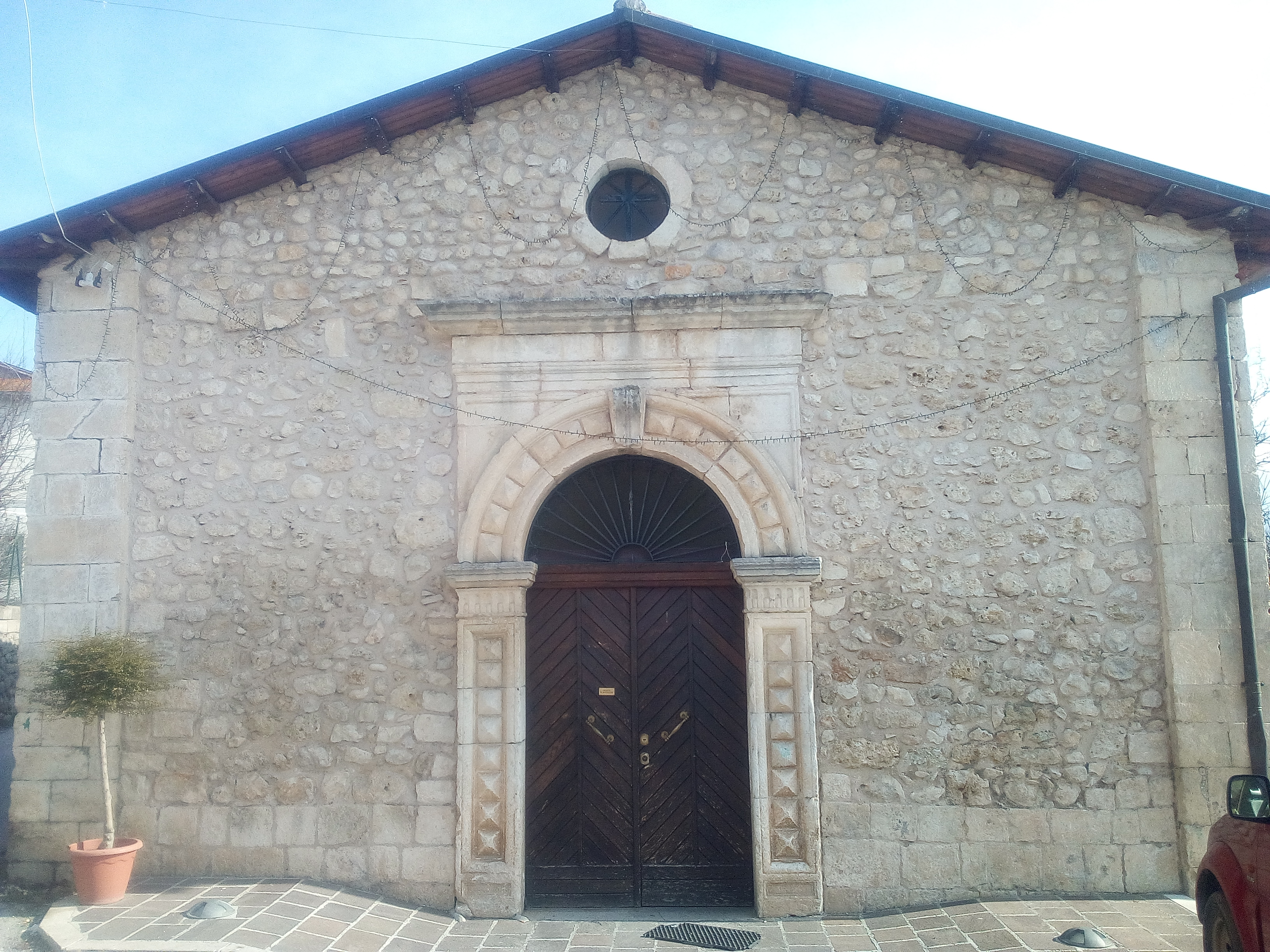
La chiesa di San Sebastiano

## Cultura

### Dialetto
Il dialetto di Torano si inserisce nel gruppo aquilano-cicolano-reatino del dialetto sabino, appartenente ai dialetti italiani mediani.

### Feste patronali
- 15 agosto, Santa Maria
- 10 settembre, San Nicola

## Infrastrutture e trasporti

### Strade

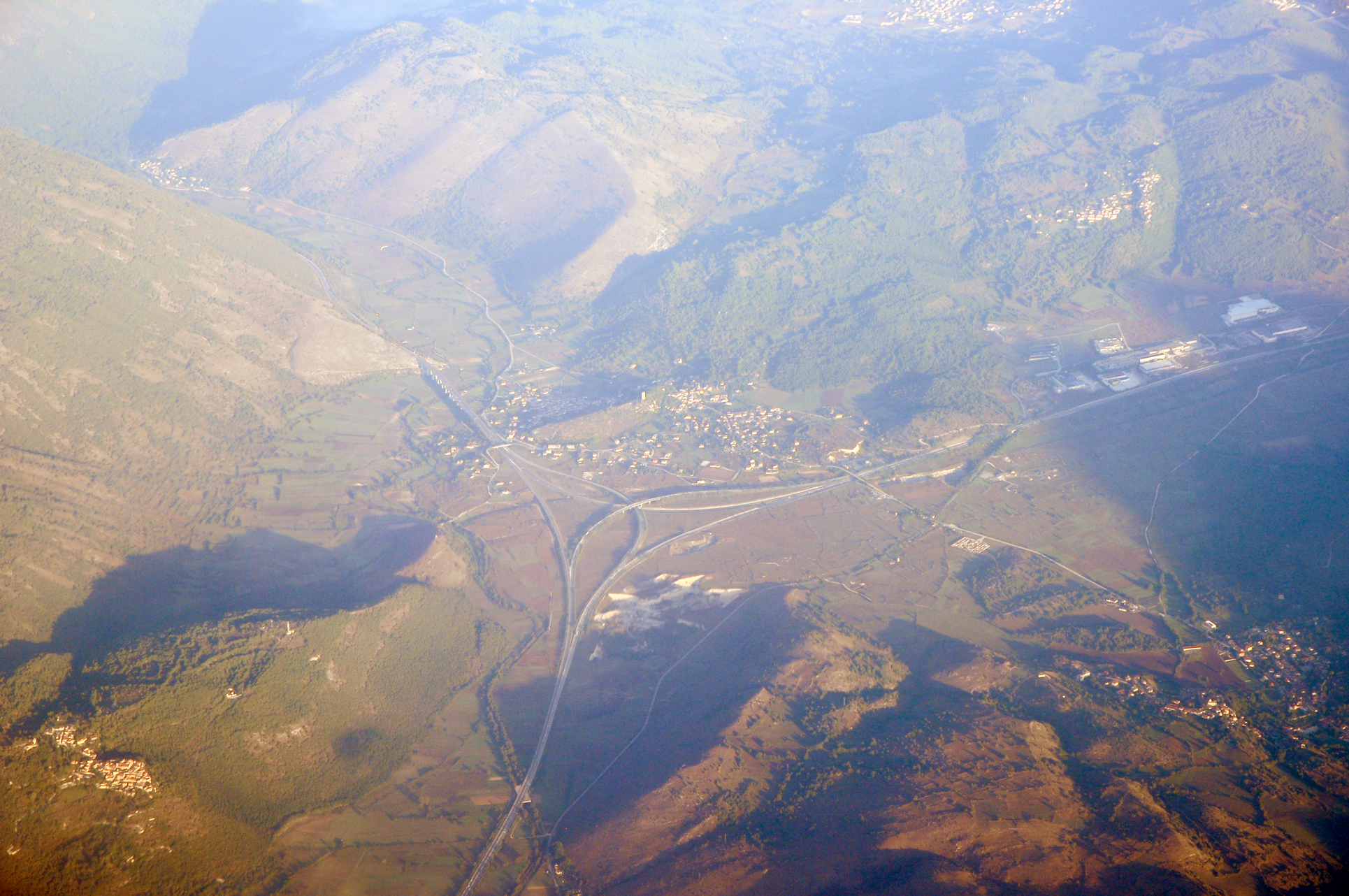
Veduta aerea del borgo e dello svincolo direzionale tra A24 e A25

Il piccolo paese di Torano è un importante nodo stradale per l'intero Abruzzo e per la provincia di Rieti: infatti a brevissima distanza dal paese scorre l'autostrada A24 (Roma - L'Aquila - Teramo) dalla quale, proprio di fronte al borgo, si dirama l'autostrada A25 per Avezzano e Pescara, tramite lo svincolo direzionale di Torano.
A breve distanza, inoltre, è presente anche il casello Valle del Salto, unico accesso alle Autostrade dei Parchi in territorio reatino. In corrispondenza del casello ha inizio il tratto a scorrimento veloce della strada statale 578 Salto Cicolana (detta anche superstrada Rieti-Torano) che, oltre ad essere la dorsale stradale dell'intero Cicolano e il principale collegamento del capoluogo Rieti con il casello autostradale e con la Marsica, fa parte della lunga dorsale stradale "Civitavecchia-Terni-Benevento".